# Будище (Козелецкий район)
Будище (укр. Будище) — село в Козелецком районе Черниговской области Украины. Вместе с сёлами Патюты и Гладкое входит в подчинение к Патютынскому сельсовету.

## Происхождение названия

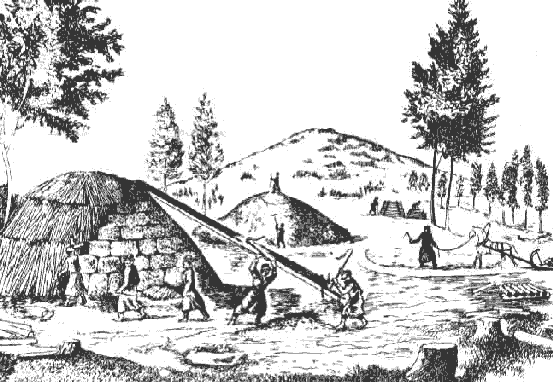
Жжение угля. Рисунок XVIII века

- Буда — старинное предприятие по производству поташа, который был предметом экспорта из Польши, Украины и Белоруссии в конце XVI — в первой половине XVII веков.

Образованию населённого пункта предшествовал промысел по заготовке и переработке леса: стволы спиленных деревьев вывозили, а остатки древесины шли на производство дёгтя, или палили. Часть пепла использовалась для производства поташа. Такие производства именовались «буда». Слово «буда» происходит от немецкого «Вudе», что в переводе означает палатка, будка, сторожка. Со временем вокруг таких производств по переработке древесины образовывались поселения.
На территории, некогда принадлежавшей Российской империи, часто встречается название Будище.
- В Белоруссии — 12 населённых пунктов
- На Украине — 12 населённых пунктов
- В России — 4 населённых пункта

## История
- 1718 г. — первое документальное упоминание о селе присутствует в Универсале гетмана Скоропадского, в котором оно принадлежит Козелецкой ратуши.
- 1726 г. — второе упоминание можно обнаружить в «Справке из ревизии о местностях Киевского полка». Согласно этому документу в с. Будище находилось 24 двора Козелецкой казацкой сотни.
- 1750 г. — снова в списке населённых пунктов Козелецкой сотни.
- 1859 г. — согласно «Списку населённых мест Российской империи», том. XLVIII Черниговская губерния (издательство 1866 г.), в селе (по списку № 1155) насчитывался 41 двор и проживало 381 чел. (174 мужчины и 207 женщин).
  - В этом документе Будище упоминается как деревня, в отличие от предыдущих документов. Церковь отсутствовала.
  - Упоминался один винокуренный завод. Так как вина, несколько скиснувшие, но ещё годные для коньяка, после первой перегонки подвергаются обработке содой, поташом, известью или мелом, для нейтрализации находящихся в них кислот.
  - Упоминалось «болото Будище».

## Советская власть
Советская власть установлена в январе 1918 г. (вместе с соседними сёлами).

## Памятники
- В селе есть заброшенная деревянная церковь (года постройки неизвестны).
- Есть памятный камень, посвящённый Т. Г. Шевченко (после его смерти путь к г. Каневу проходил через с. Будище).

## Список улиц
В списках ЦИК Украины в селе числится шесть улиц (кол-вом дворов — 55):
- Довженка
- Шевченка
- Гагарина
- Федорова
- Казачая
- Збанацкого

## Транспорт
- Районное АТП № 17440 уже ? лет осуществляет внутрирайонные перевозки (Козелец — Будище (Пт,Вс))[4]

## Изображение

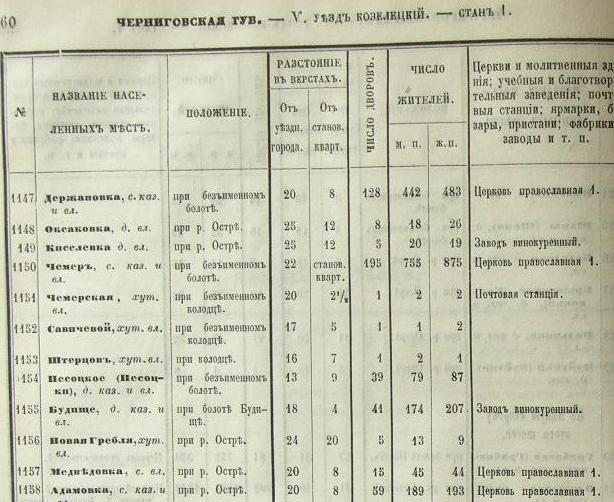
«Черниговская губерния. Список населенных мест по сведениям 1859 г.», Санкт-Петербург, 1866 г.том. XLVIII
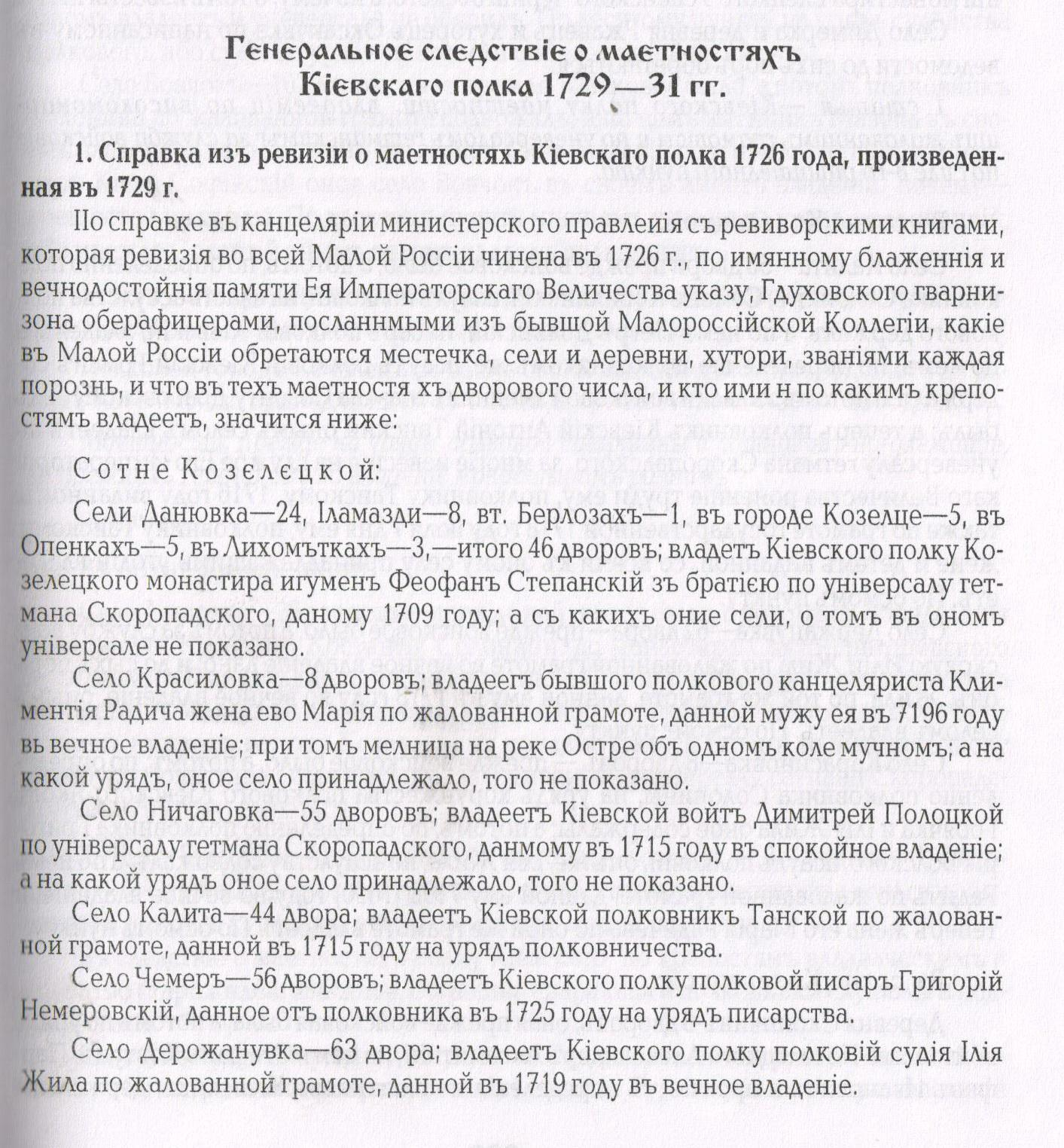
Справка из ревизии о маетностях Киевского полка 1726г. (начало)
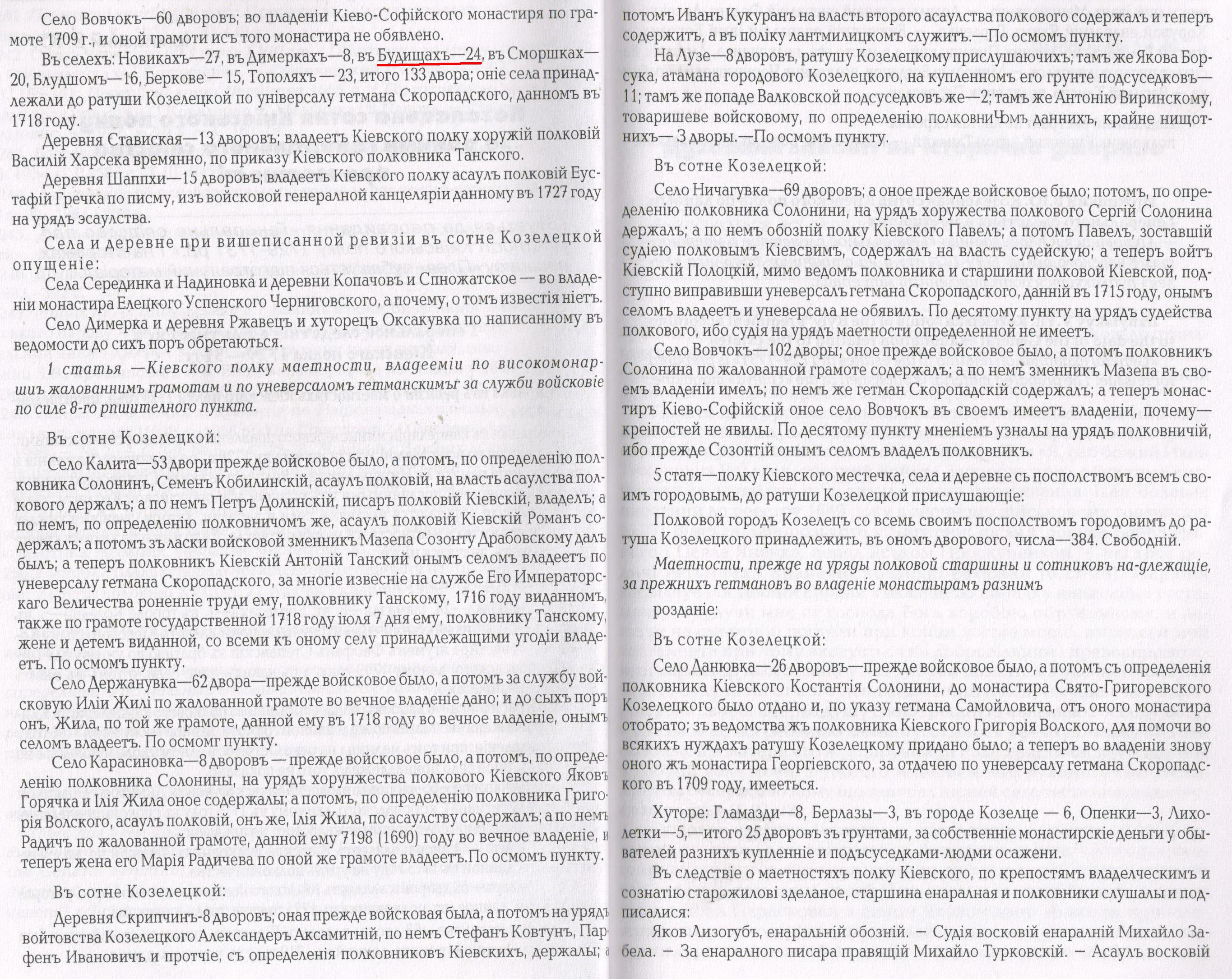
Справка из ревизии о маетностях Киевского полка 1726г. (продолжение)